# Wohn- und Wirtschaftsgebäude Dorfstraße 6 (Hassendorf)

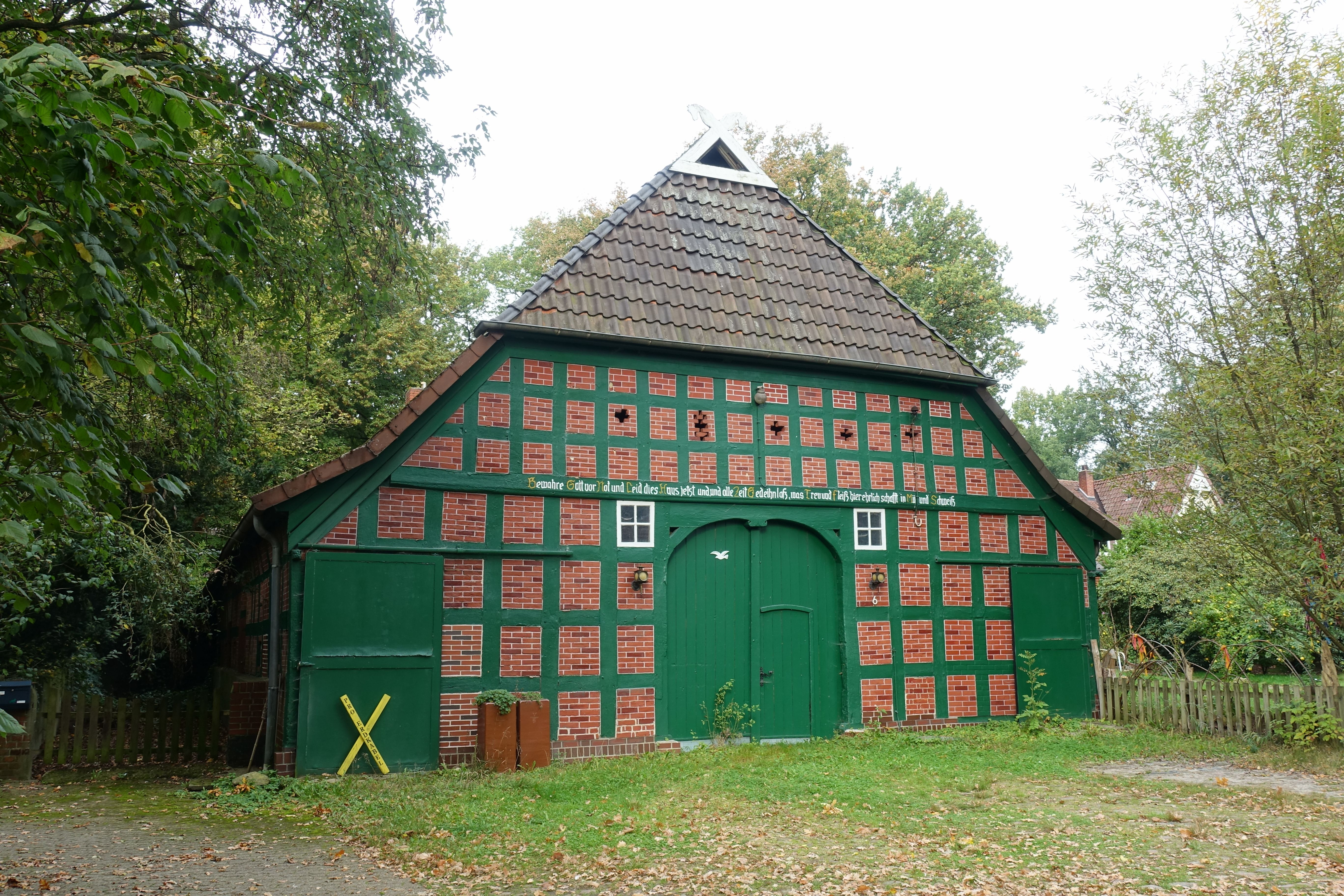
Ostfassade (2022)

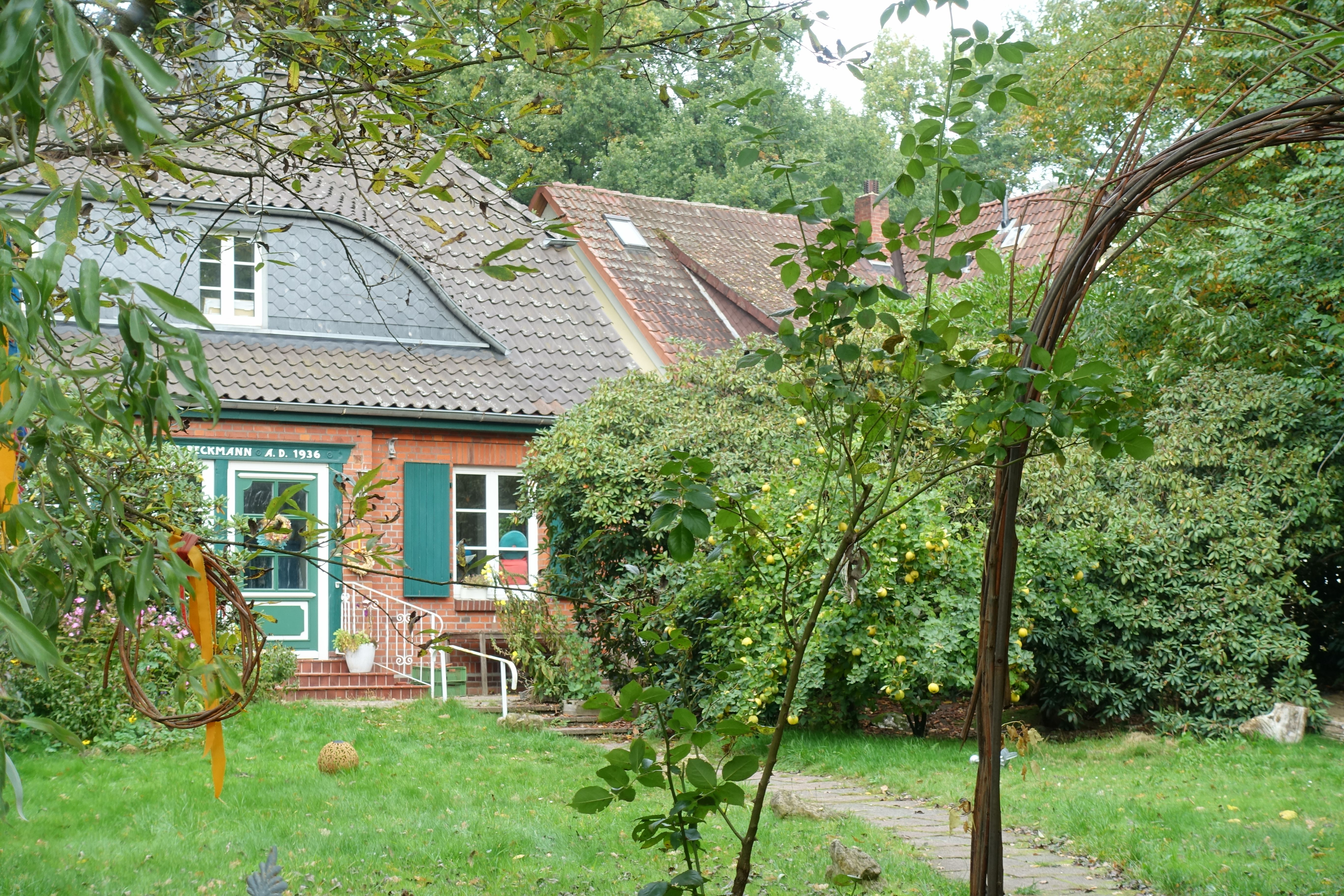
Ostfassade des nördlichen Anbaus (2022)

Das Wohn- und Wirtschaftsgebäude Dorfstraße 6 in der niedersächsischen Gemeinde Hassendorf wurde zur  Mitte des 18. Jahrhunderts gebaut. Aktuell (2025) wird es zum Wohnen und landwirtschaftlich genutzt.
Das Gebäude steht unter Denkmalschutz (siehe auch Liste der Baudenkmale in Hassendorf).

## Geschichte und Beschreibung
Hassendorf wurde 1299 erstmals urkundlich erwähnt und gehörte zur heutigen Samtgemeinde Sottrum im Landkreis Rotenburg (Wümme). 
Das eingeschossige giebelständige Zweiständer-Hallenhaus in Fachwerk mit Steinausfachungen, ziegelgedecktem Krüppelwalmdach, Niedersachsengiebel mit Uhlenloch, Pferdeköpfen, Inschrift und Grooter Door mit Korbbogen wurde um 1750 gebaut. Das Innengerüst im Dielenbereich ist teilweise erhalten. Rechtwinklig zum Haupthaus an der nordöstlichen Traufseite erfolgte 1936 (Inschrift) ein Wohnhausanbau im Stil der Zeit.
Das Landesdenkmalamt befand u. a.: „… ein regionstypisches Hallenhaus des 18. Jahrhunderts in Zweiständerkonstruktion ….“